# Rocker (subkultura)

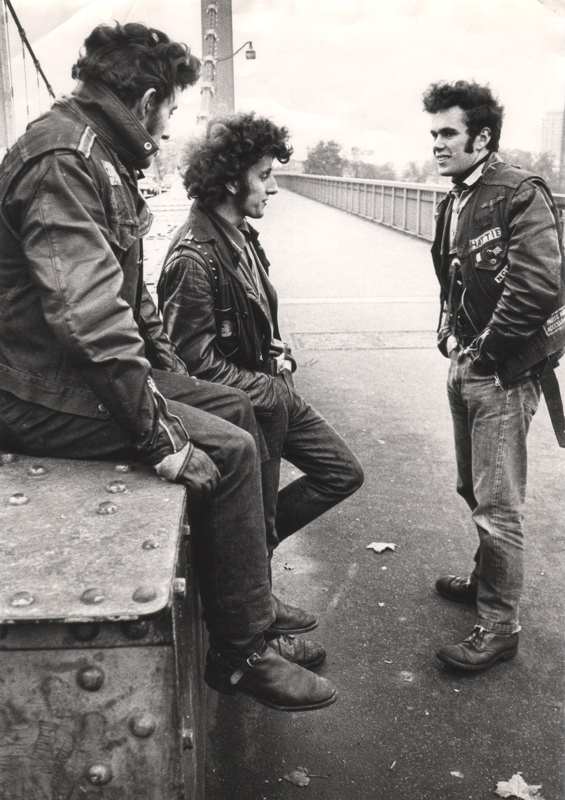
Rockeři na Chelsea Bridge v Londýně

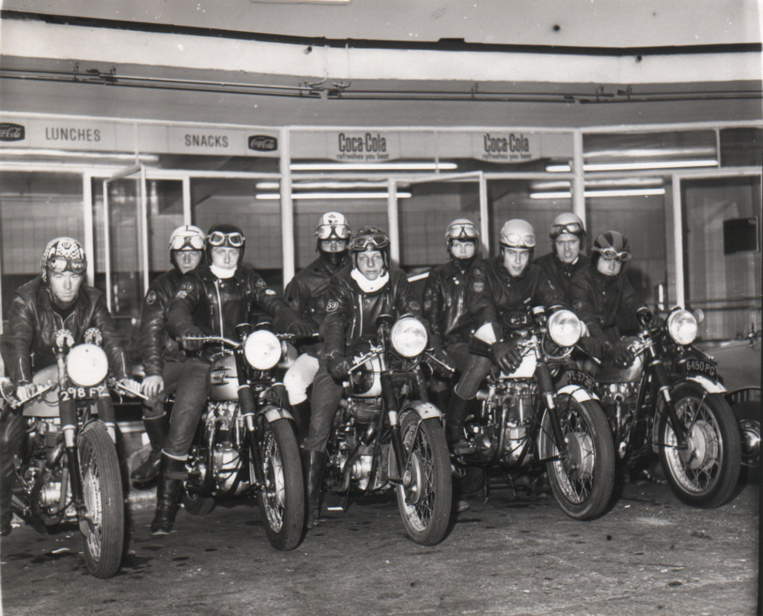
Busy-Bee-rockers

Rockers („rockeři“) jsou členy subkultury vzniklé začátkem 60. let ve Velké Británii okolo mládežnických motocyklových gangů. I přes mnoho společných znaků nejsou rockeři totožní s greasery (mládež ve Spojených státech), s přívrženci rockabilly, s Teddy Boys či s punkery. 
Tehdejší britská subkultura vycházela z prostředí dělnické mládeže, která byla po druhé světové válce výrazně ovlivněná rock 'n' rollem a populárními americkými filmy. Rockeři si libovali v dlouhých jízdách po britském venkově, pořádání závodů a vysedávání v zájezdních hospodách. Nejvíce přívrženců subkultury pocházelo z průmyslových oblastí (například z okolí Liverpoolu), dále z malých měst a venkova.
Móda rockerů odpovídá její praktičnosti: kožená motorkářská bunda (popsaná nápisy a ocvočkovaná), džíny, motorkářské boty atd. Oblíbené jsou motocykly Triumph, Norton a Harley-Davidson. Přestože si pěstují image „drsných hochů“, nebývá jejich subkultura výslovně spojována s konzumací alkoholu či drog. Mezi původními rockery oblíbené hudebníky patřili Gene Vincent, Chuck Berry, Bo Diddley a Elvis Presley. Jimi inspirováni nosili rockeři napomádované účesy.
Počátkem 60. let se rockeři často násilně střetávali s tzv. mods (modernisty). Mods považovali rockery za „burany“, rockeři naopak shledávali modernisty za zženštilé.
V současné době jsou za rockery považováni také členové hnutí „pekelných andělů“ (Hells Angels). 